# Truppendienst (Zeitschrift)
Truppendienst (Eigenschreibweise: TRUPPENDIENST) ist das offizielle Fachmagazin des Österreichischen Bundesheeres für Ausbildung, Führung und Einsatz. 1962 erschien die erste Ausgabe. Die Redaktion besteht hauptsächlich aus Berufsoffizieren und -unteroffizieren des Bundesheeres mit langjähriger Erfahrung innerhalb der Truppe. Jeder Redakteur nimmt und nahm bei Einsätzen im In- und Ausland teil und verfügt über eine zivile journalistische und militärische Ausbildung.
Die Redaktion Truppendienst sieht sich als einsatzorientiertes Dienstleistungs- und Serviceunternehmen „aus der Truppe für die Truppe“, das sich der journalistischen Ethik verpflichtet fühlt, das heißt insbesondere:
- Trennen von Fakten und Meinung,

- wahrheitsgemäße und ausgewogene Berichterstattung,

- Überparteilichkeit.[3]

Seit 2024 ist Michael Barthou Chefredakteur. Sein Vorgänger war Bernhard Lauring.

## Grundsätzliche Ausrichtung
Im Truppendienst werden Einsätze, Führungs- und Ausbildungsangelegenheiten aller Waffengattungen des Österreichischen Bundesheeres, sicherheitspolitische und militärhistorische Angelegenheiten behandelt. Der Fokus liegt auf der gefechtstechnischen und taktischen Führungsebene.
Hierdurch soll das militärische bzw. einsatzrelevante Allgemeinwissen aller Kaderangehörigen des Präsenz-, Miliz- und Reservestandes unter Beachtung der Information über das strategische Umfeld Österreichs vermehrt sowie die praktischen und theoretischen Kenntnisse besonders jener Offiziere, Unteroffiziere und Chargen gesteigert werden, die in der Truppenausbildung, der Einsatzvorbereitung und in Einsätzen tätig sind.
Die Zeitschrift erscheint viermal jährlich mit insgesamt 2 Spezial-Heften, der Medieninhaber ist die Bundesministerin für Landesverteidigung, der Herausgeber ist das Bundesministerium für Landesverteidigung.

## Erweiterung des Angebots
Seit dem 16. März 2016 wird das Magazin Truppendienst in einem zeitgemäßen Layout verlegt und die Website Truppendienst-Online betrieben.
Das Magazin erscheint vier Mal jährlich. Die Website www.truppendienst.com bietet im Sinne einer crossmedialen Berichterstattung gemeinsam mit dem Printprodukt neben den redaktionellen Beiträgen
- aktuelle militärische Kurzmeldungen aus dem In- und Ausland,

- zusätzliche Beiträge über militärische Themen

- detaillierte Informationen zu den Streitkräften der Welt

- eine Abo-Möglichkeit aktueller Themen per Newsletter u. v. m.

Truppendienst-Online ist auch ein Forum zur freien Meinungsäußerung über die Angelegenheiten des Österreichischen Bundesheeres und der Landesverteidigung und leistet dadurch einen Beitrag zur Vertiefung des Zusammengehörigkeitsgefühls aller Soldaten. Ein über das Magazin hinausgehendes Informationsangebot, in denen ausgewählte militärische Themen ausführlicher behandelt werden, sind die 
- Truppendienst-Taschenbücher,

- Truppendienst-Handbücher und die

- Truppendienst-Spezial-Hefte.[4]

## Internationale Kooperationen
Truppendienst hat Korrespondenten in verschiedenen Regionen weltweit, die über militärische Sachthemen schnell und aus erster Hand informieren. Die Redaktion Truppendienst ist Mitglied der European Military Journalist Assoziation (EMPA).